# Distretto di Kazuno
Il distretto di Kazuno (鹿角郡, Kazuno-gun?) è uno dei distretti della prefettura di Akita, in Giappone.
Attualmente fa parte del distretto solo il comune di Kosaka.
| Controllo di autorità | VIAF (EN) 145427358 · LCCN (EN) n81090791 · J9U (EN, HE) 987007550512805171 · NDL (EN, JA) 00636256 |